# St. Michael (Tröbitz)

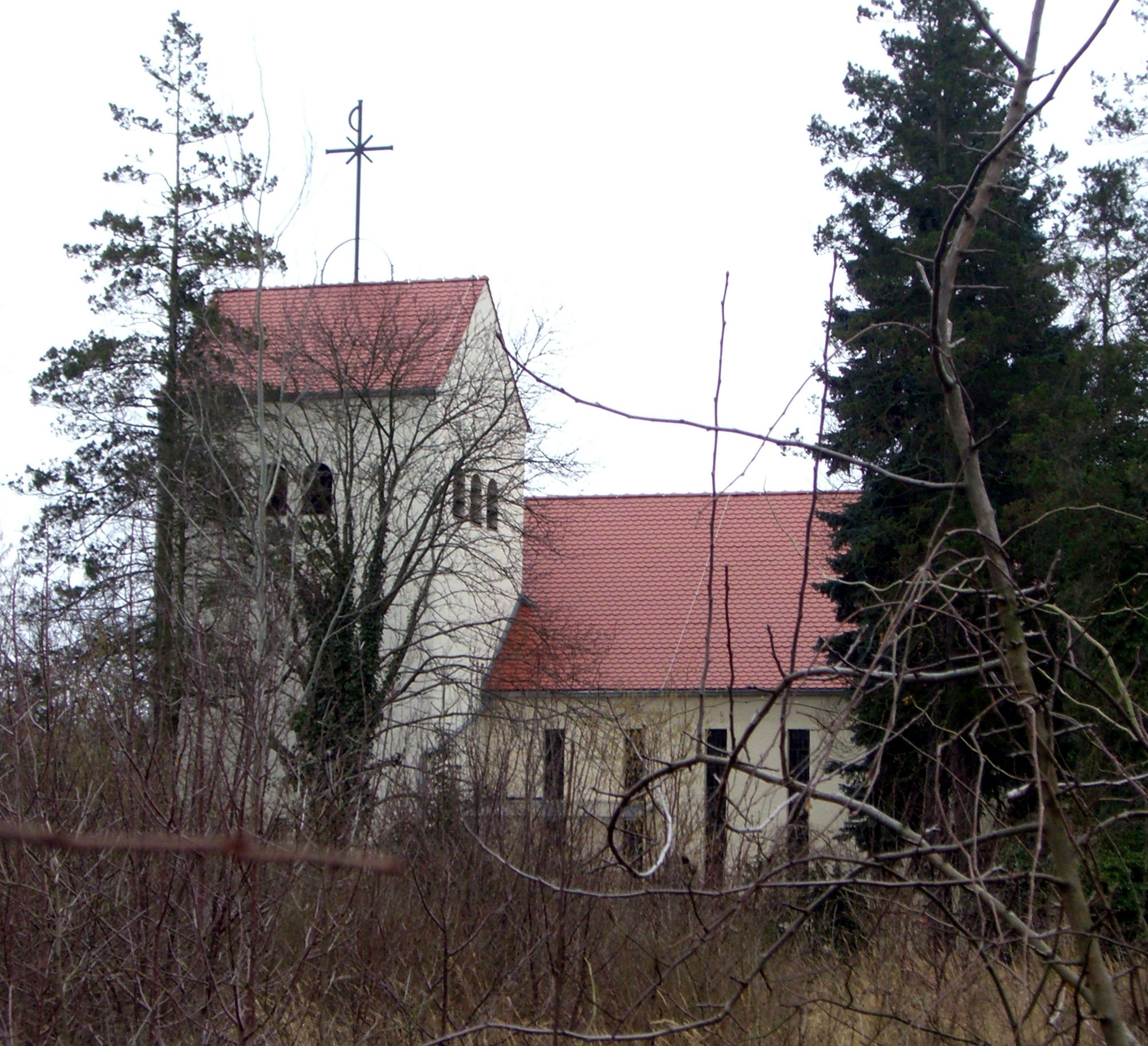
St. Michael

Die römisch-katholische Kirche St. Michael ist eine Saalkirche in Tröbitz, einer Gemeinde im Landkreis Elbe-Elster in Brandenburg. Die Kirchengemeinde gehört zum Dekanat Lübben-Senftenberg des Bistums Görlitz. Sie ist Filialkirche von St. Maria Mater Dolorosa in Finsterwalde; ihr Patrozinium ist dem Erzengel Michael geweiht.

## Lage
Die Doberluger Straße führt von Norden kommend in den Ort und zweigt dort in östlicher Richtung ab. Von der Kreuzung führt die Anliegerstraße in südlicher Richtung weiter durch die Wohnbebauung. Die Kirche steht südöstlich der Kreuzung auf einem Grundstück, das teilweise eingefriedet ist.

## Geschichte
Nach der Reformation wurde der katholische Pfarrer von Wahrenbrück im Jahr 1526 entlassen; die Anzahl der Katholiken ging stark zurück. Im 19. Jahrhundert kam es in der Lausitz zu einem vermehrten Abbau von Braunkohle, die zu einem Zuzug von katholischen Arbeitern aus Oberschlesien in die protestantisch oder wendisch geprägte Gesellschaft führte. Diese Arbeiter besuchten ab 1883 den Gottesdienst in Bad Liebenwerda. Ein erster katholischer Gottesdienst in Tröbitz fand im Jahr 1907 im Gasthof Dreißig statt.
Im Jahr 1924 übernahm Wilhelm Cornelius Werhahn aus Neuss die Grube Hansa einschließlich einer Brikettfabrik. Er stammte aus einer katholischen Unternehmerfamilie und hatte daher das persönliche Anliegen, neben St. Barbara in Schipkau auch in Tröbitz eine katholische Kirche zu errichten. Die Grundsteinlegung erfolgte am 7. Juli 1935. Nach nur drei Monaten Bauzeit konnte die Kirchweihe am 29. September 1935 stattfinden, die der Erzbischof von Breslau Adolf Bertram vornahm. Nach dem Zweiten Weltkrieg übernahm ab Herbst 1945 der Pfarrer Schirrmeister die Seelsorge. Ihm folgte 1953 der Pfarrer Kassner. In seiner Zeit erfolgte im Jahr 1956 die Weihe des Josefsheims, einer Altenpflegeeinrichtung, und am 20. April 1965 die Eröffnung des Pfarrhauses. Kassner starb am 11. Dezember 1984. Seit dieser Zeit werden die Gläubigen durch die Pfarreien Finsterwalde, Sallgast und Kirchhain seelsorgerisch betreut. In den Jahren 1998/1999 erfolgte eine Neugestaltung der Kirche, bei der Dach und Fassade erneuert wurden.

## Baubeschreibung

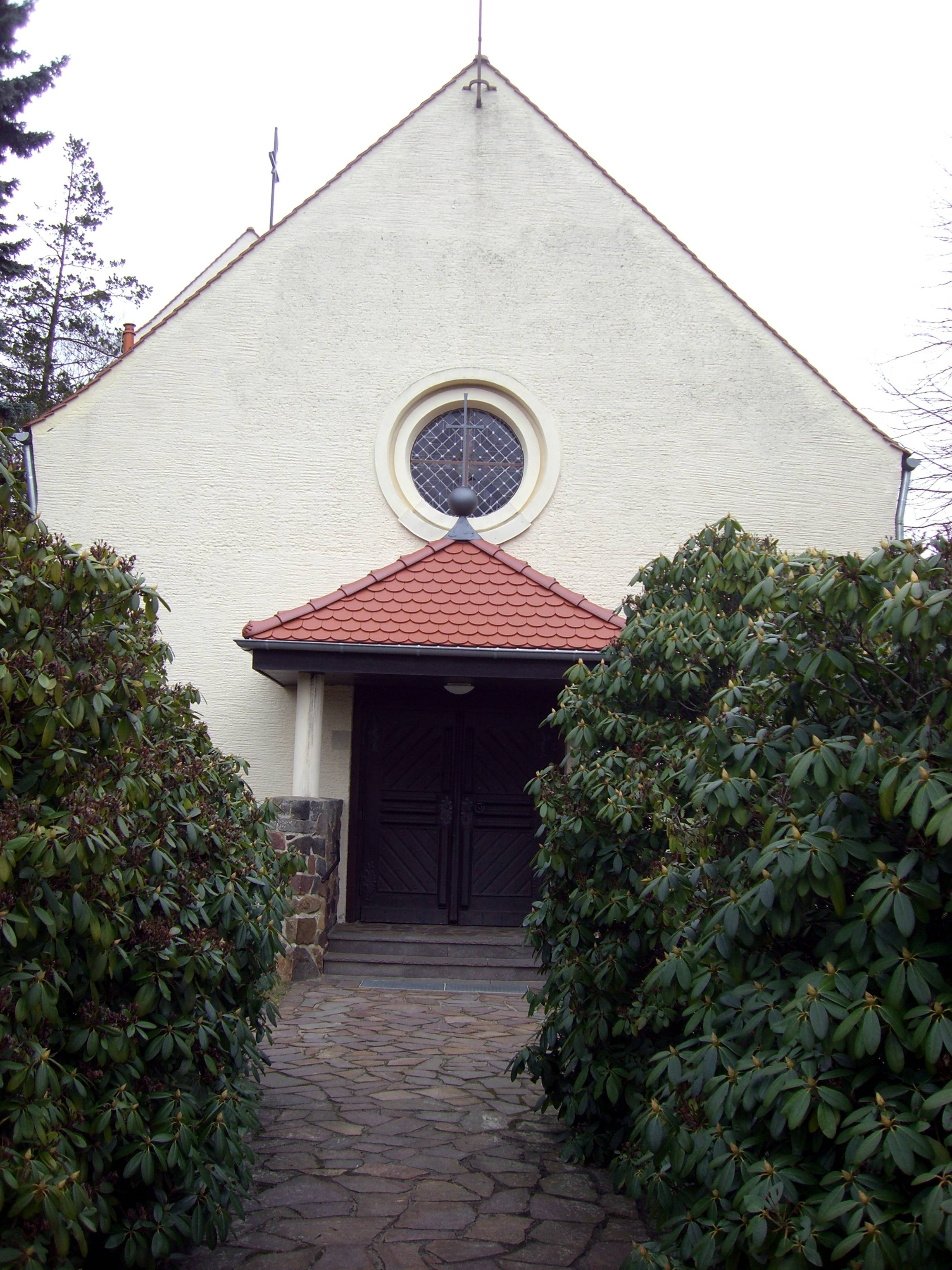
Westportal

Das Bauwerk entstand im Wesentlichen aus Mauersteinen, die anschließend hell verputzt wurden. Der Chor ist leicht einzogen, halbrund und besitzt in Richtung Norden und Süden große Rundbogenfenster, die sich über die gesamte Fassadenhöhe ziehen. Daran schließt sich das Kirchenschiff an. Es besitzt am Langhaus je fünf hochrechteckige Fenster, die sich ebenfalls annähernd über die gesamte Fassadenhöhe ziehen. Am Übergang zwischen Chor und Langhaus befindet sich an der nördlichen Seite ein kleiner, überdachter Anbau. Der Kirchturm ist nicht wie üblich am westlichen Ende des Kirchenschiffs platziert, sondern sitzt ausmittig zwischen südlichem Chor und Langhaus. Er ist querrechteckig ausgeführt und kann durch eine Pforte an seiner Westseite her betreten werden. Im oberen Geschoss sind an jeder Seite drei kleine, rundbogenförmige Klangarkaden. Darüber ist ein Satteldach; darauf mittig ein großes Kreuz. An der Westseite des Langhauses befindet sich der Hauptzugang zur Kirche. Er besteht aus einem schlichten, rechteckigen Portal, das durch ein kleines Vordach geschützt wird. Oberhalb ist im Übergang zum Giebel ein Ochsenauge.

## Ausstattung

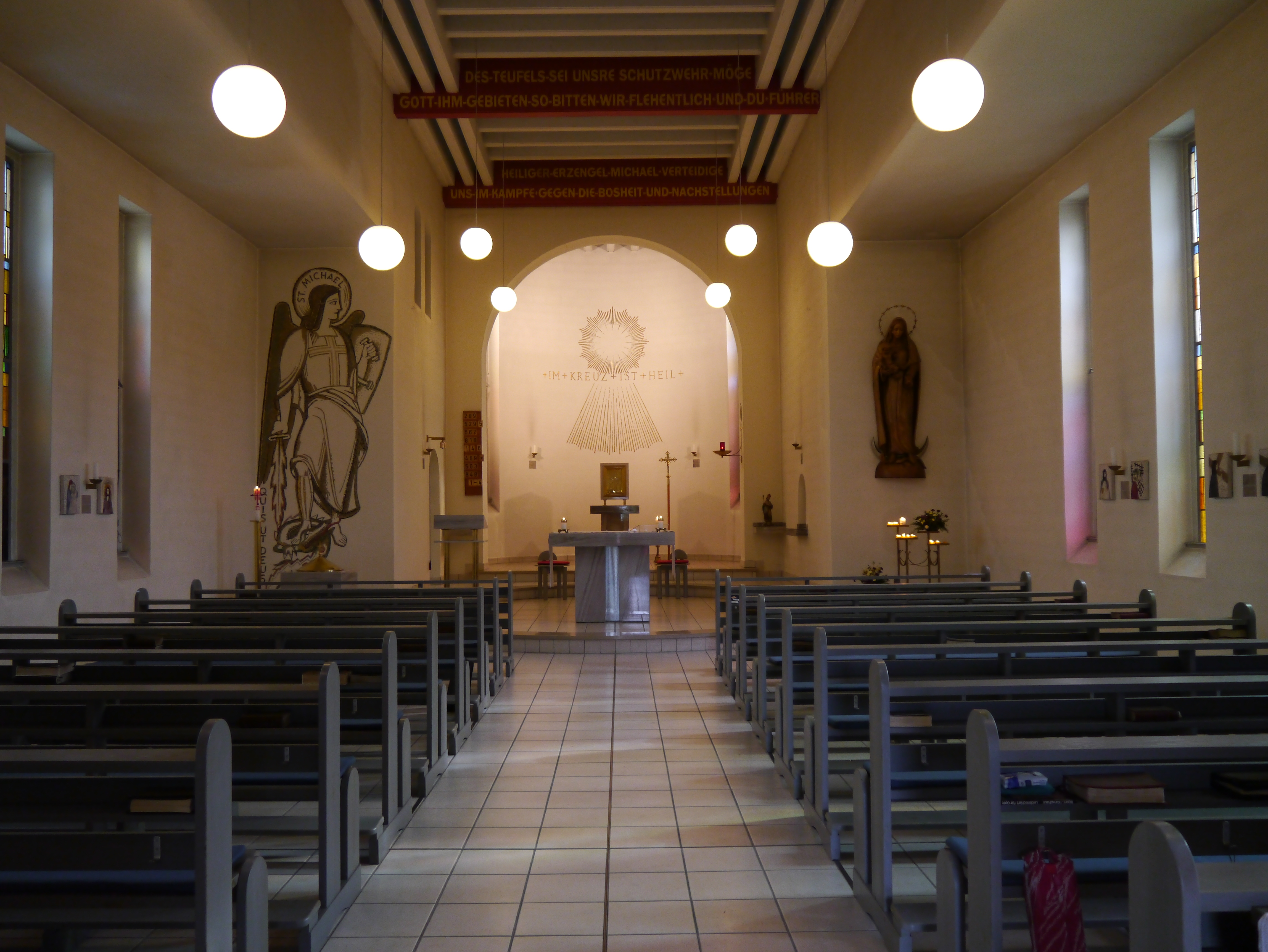
Blick ins Kirchenschiff Richtung Chor

Die Kirchenausstattung ist schlicht und wurde zum Ende des 20. Jahrhunderts teilweise erneuert. An der Südseite des Langhauses befindet sich am Übergang zum Chor ein überlebensgroßes Bild des heiligen Michael; an der Nordseite ist eine Plastik der Maria. Über dem Eingang befindet sich eine Empore, die mit dem Spruch „O KÖNIG DER GLORIE CHRISTUS KOMM MIT DEINEM FRIEDEN!“ verziert ist. Vor dem Bauwerk steht ein Kreuz, darunter ein Findling mit der Inschrift: „GEDENKT EURER TOTEN / IN DER HEIMAT / UND IN DER FREMDE“.